# Wietmarschen
Wietmarschen ist eine Gemeinde im Landkreis Grafschaft Bentheim in Niedersachsen. Besonders bekannt ist der Wallfahrtsort Wietmarschen durch die Marienstatue in der Wallfahrtskirche St. Johannes Apostel und den historischen Stiftsbereich.

## Geografie

### Geographische Lage
Wietmarschen liegt im Städtedreieck zwischen Nordhorn, Lingen und Meppen. Höchste Erhebung der Gemeinde ist der Rupingberg in Lohne mit 50 m ü. NN mit einem in Planung befindlichen Aussichtsturm. Dieser Aussichtsturm wird so ähnlich wie der auf dem Isterberg bei Bad Bentheim aussehen.

### Nachbarorte
Die Gemeinde Wietmarschen grenzt im Norden beginnend im Uhrzeigersinn an folgende Orte im Landkreis Emsland: Adorf, Twist (beide Gem. Twist), Dalum (Gem. Geeste), Wachendorf, Schepsdorf (beide Stadt Lingen), Elbergen (Gem. Emsbüren). Im Landkreis Grafschaft Bentheim grenzt die Gemeinde Wietmarschen an folgende Orte: Engden (Samtgem. Schüttorf), Hesepe, Klausheide, Hohenkörben (Ksp. Nordhorn) (alle Stadt Nordhorn), Hohenkörben (Ksp. Veldhausen), Alte Piccardie (beide Gem. Osterwald, Samtgem. Neuenhaus) und Georgsdorf (Samtgem. Neuenhaus).

### Gemeindegliederung
Die Gemeinde Wietmarschen ist eine Einheitsgemeinde (insgesamt 13.141 Einwohner, Stand 1. August 2022) gliedert sich in sechs Ortsteile:
- Lohne (7782 Einwohner)
- Wietmarschen (4038 Einwohner)
- Füchtenfeld (659 Einwohner)
- Nordlohne (321 Einwohner)
- Schwartenpohl (180 Einwohner)
- Lohnerbruch (161 Einwohner)[2]

Der jüngste Ortsteil ist Füchtenfeld, wo sich ab 1945 in den während der Zeit des Nationalsozialismus errichteten Baracken des im Moor gelegenen Emslandlagers Wietmarschen Heimatvertriebene ansiedelten. Der größte Ortsteil ist Lohne, wo auch die Gemeindeverwaltung im 2008 neu errichteten Rathaus ansässig ist. Im Ortsteil Wietmarschen ist eine Rathausnebenstelle vorhanden.

## Geschichte

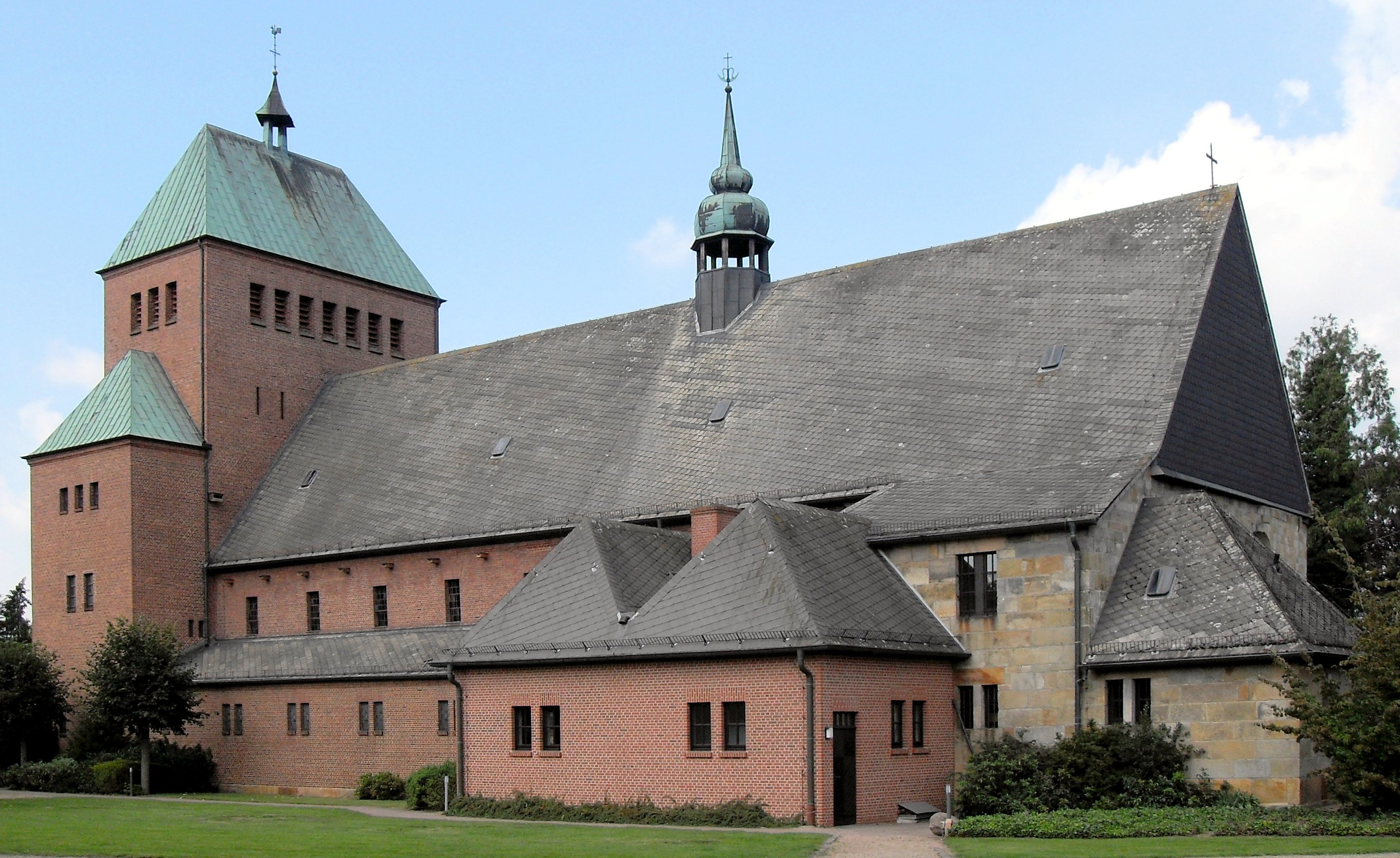
Stiftskirche Wietmarschen

Wietmarschen wurde 1152 erstmals urkundlich erwähnt. Die Gemeinde entwickelte sich aus dem Benediktiner-Kloster Sünte Marienrode, das der aus dem niederländischen Betuwe stammende Ritter Hugo von Büren in diesem Jahr gegründet hatte.
Die Gemeinde Wietmarschen wurde am 1. März 1974 aus dem Landkreis Grafschaft Bentheim ausgekreist und dem Landkreis Lingen zugewiesen. Am 1. August 1977 kam sie wieder zur Grafschaft Bentheim zurück.

### Eingemeindungen
Am 1. März 1974 wurden die Gemeinden Schwartenpohl und Wachendorf sowie der Hauptteil der aufgelösten Gemeinde Schepsdorf-Lohne (ohne den Ortsteil Schepsdorf) mit damals mehr als 3000 Einwohnern eingegliedert.

### Ausgliederungen
Am 1. Juli 1978 wurden die Ortsteile Herzford, Rheitlage und Wachendorf mit damals etwa 200 Einwohnern in die Stadt Lingen umgegliedert.

## Religion
Das römisch-katholisch geprägte Wietmarschen weicht in religiöser Hinsicht vom restlichen, evangelisch-reformiert geprägten Landkreis Grafschaft Bentheim ab. Durch den Zuzug von Heimatvertriebenen nach dem Zweiten Weltkrieg kamen viele Lutheraner in den Landkreis und nach Wietmarschen. Im Februar 2006 verteilte sich die Religionszugehörigkeit wie folgt:
- 69,8 % römisch-katholisch
- 12,7 % evangelisch-lutherisch
- 4,7 % evangelisch-reformiert
- 12,8 % andere Konfessionen und Konfessionslose[2]

## Politik

### Rat
Der Rat der Gemeinde Wietmarschen besteht aus 30 Ratsfrauen und Ratsherren. Dies ist die festgelegte Anzahl für eine Gemeinde mit einer Einwohnerzahl zwischen 12.001 und 15.000 Einwohnern. Die 28 Ratsmitglieder werden durch eine Kommunalwahl für jeweils fünf Jahre gewählt. Die aktuelle Amtszeit begann am 1. November 2021 und endet am 31. Oktober 2026.
Stimmberechtigt im Rat ist außerdem der hauptamtliche Bürgermeister Manfred Wellen (CDU).
Die vergangenen Gemeindewahlen ergaben folgende Ergebnisse und Sitzverteilungen:
| Sitzverteilung 2021 im RatInsgesamt 30 Sitze - SPD: 5 - Grüne: 2 - FDP: 2 - CDU: 21 | Partei                                              | Partei                                              | 2021    | 2021    | 2016    | 2016    |
| Sitzverteilung 2021 im RatInsgesamt 30 Sitze - SPD: 5 - Grüne: 2 - FDP: 2 - CDU: 21 | Partei                                              | Partei                                              | %       | Sitze   | %       | Sitze   |
| Sitzverteilung 2021 im RatInsgesamt 30 Sitze - SPD: 5 - Grüne: 2 - FDP: 2 - CDU: 21 | Christlich Demokratische Union Deutschlands         | CDU                                                 | 71,5    | 21      | 77,1    | 22      |
| Sitzverteilung 2021 im RatInsgesamt 30 Sitze - SPD: 5 - Grüne: 2 - FDP: 2 - CDU: 21 | Sozialdemokratische Partei Deutschlands             | SPD                                                 | 15,5    | 5       | 17,8    | 5       |
| Sitzverteilung 2021 im RatInsgesamt 30 Sitze - SPD: 5 - Grüne: 2 - FDP: 2 - CDU: 21 | Bündnis 90/Die Grünen                               | Grüne                                               | 7,6     | 2       | -       | -       |
| Sitzverteilung 2021 im RatInsgesamt 30 Sitze - SPD: 5 - Grüne: 2 - FDP: 2 - CDU: 21 | Freie Demokratische Partei                          | FDP                                                 | 5,4     | 2       | 5,1     | 1       |
| Sitzverteilung 2021 im RatInsgesamt 30 Sitze - SPD: 5 - Grüne: 2 - FDP: 2 - CDU: 21 | Gesamt (unter Vernachlässigung von Rundungsfehlern) | Gesamt (unter Vernachlässigung von Rundungsfehlern) | 100     | 30      | 100     | 28      |
| Sitzverteilung 2021 im RatInsgesamt 30 Sitze - SPD: 5 - Grüne: 2 - FDP: 2 - CDU: 21 | Wahlbeteiligung:                                    | Wahlbeteiligung:                                    | 66,32 % | 66,32 % | 64,73 % | 64,73 % |

### Bürgermeister
Hauptamtlicher Bürgermeister der Gemeinde Wietmarschen ist seit 2014 Manfred Wellen (CDU). Bei der letzten Bürgermeisterwahl 2021 wurde er mit 77,79 Prozent der Stimmen gegen Bernhard Mentgen (SPD) wiedergewählt. Die Wahlbeteiligung lag bei 66,28 Prozent.
Vorherige Amtsinhaber:
- 2001–2014: Alfons Eling (CDU), erster hauptamtlicher Bürgermeister

### Wappen
Das Wappen der Gemeinde zeigt auf einem roten Feld in der Mitte der oberen Hälfte eine stilisierte Lilie und vom unteren Wappenrand nach links bzw. rechts oben verlaufend je einen goldenen Rohrkolben mit je einem goldenen Blatt. Die Rohrkolben stehen für die Lage der Gemeinde am Rande des Moores, durch das der Charakter der Landschaft geprägt wird. Die stilisierte Lilie ist ein Mariensymbol und erinnert gleichzeitig an die bedeutende Rolle, die Kloster und Stift in der Geschichte der Gemeinde gespielt haben. Die goldenen Figuren auf rotem Grund stehen für die Zugehörigkeit der Gemeinde zum Landkreis Grafschaft Bentheim.

### Partnerschaft
Mortagne-au-Perche wurde am 2. Juli 1989 eine Partnergemeinde von Wietmarschen.

## Kultur und Sehenswürdigkeiten

### Museen

#### Heimathaus Lohne
Das Heimathaus wurde im Jahr 1994 fertiggestellt. Im Erdgeschoss befindet sich ein Versammlungs- und Veranstaltungsraum, im Obergeschoss werden vom Heimatverein historische Geräte und Gegenstände rund um Haus und Hof ausgestellt und archiviert. Die „Upkamer“ wird u. a. von der Gemeinde für standesamtliche Trauungen genutzt.
Zum Heimathaus gehört auch eine im Jahr 2000 fertiggestellte Fachwerkscheune, die dem Heimatverein Lohne ebenfalls als Ausstellungsraum für eine Vielzahl von historischen Gerätschaften aus dem landwirtschaftlichen Bereich dient, sowie ein 2001 fertiggestelltes Backhaus.

#### Heimathaus Wietmarschen, das sogenanntePackhaus

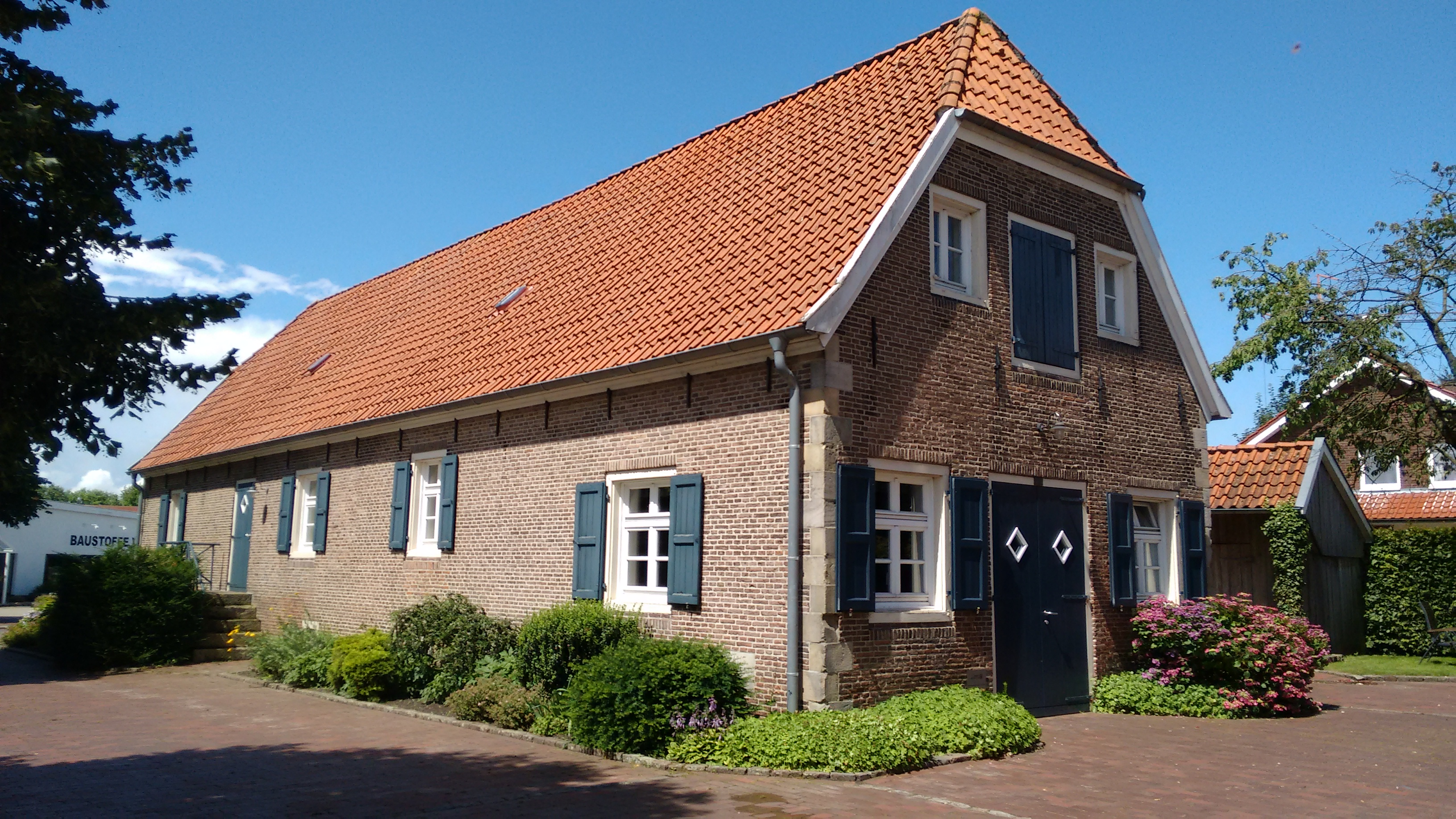
Heimathaus („Packhaus“)

Das Packhaus wurde zwischen 1740 und 1750 erbaut und diente lange den eintreffenden Fuhrunternehmen als Zwischenlager für Waren, die von der Küste oder aus dem Osnabrücker Raum in die Grafschaft oder weiter in die Niederlande befördert werden mussten. Später wurde es von der Kornbrennerei Lagemann, der auch der daneben befindliche Mühlenturm gehörte, als Mälzerei benutzt. Mit dem Ende der Brennerei Ende der 1930er Jahre gab es auch für das Packhaus keinen Verwendungszweck mehr und es war somit dem Verfall preisgegeben. 1992 ging das Packhaus in den Besitz der Gemeinde über und wurde von 1995 bis 1997 renoviert. Das Packhaus dient heute dem Heimatverein Wietmarschen e. V. als Dauerausstellung von Brauchtum, altem Handwerk, wichtigen Dokumenten und archäologischen Funden. Weiterhin wird das Packhaus von der Gemeinde Wietmarschen für standesamtliche Trauungen und Sitzungen genutzt. Den Wietmarscher Vereinen steht das Packhaus für Veranstaltungen offen. Der Heimatverein bietet Führungen durch das Museum an.

#### Stifts- und Wallfahrtsmuseum Wietmarschen

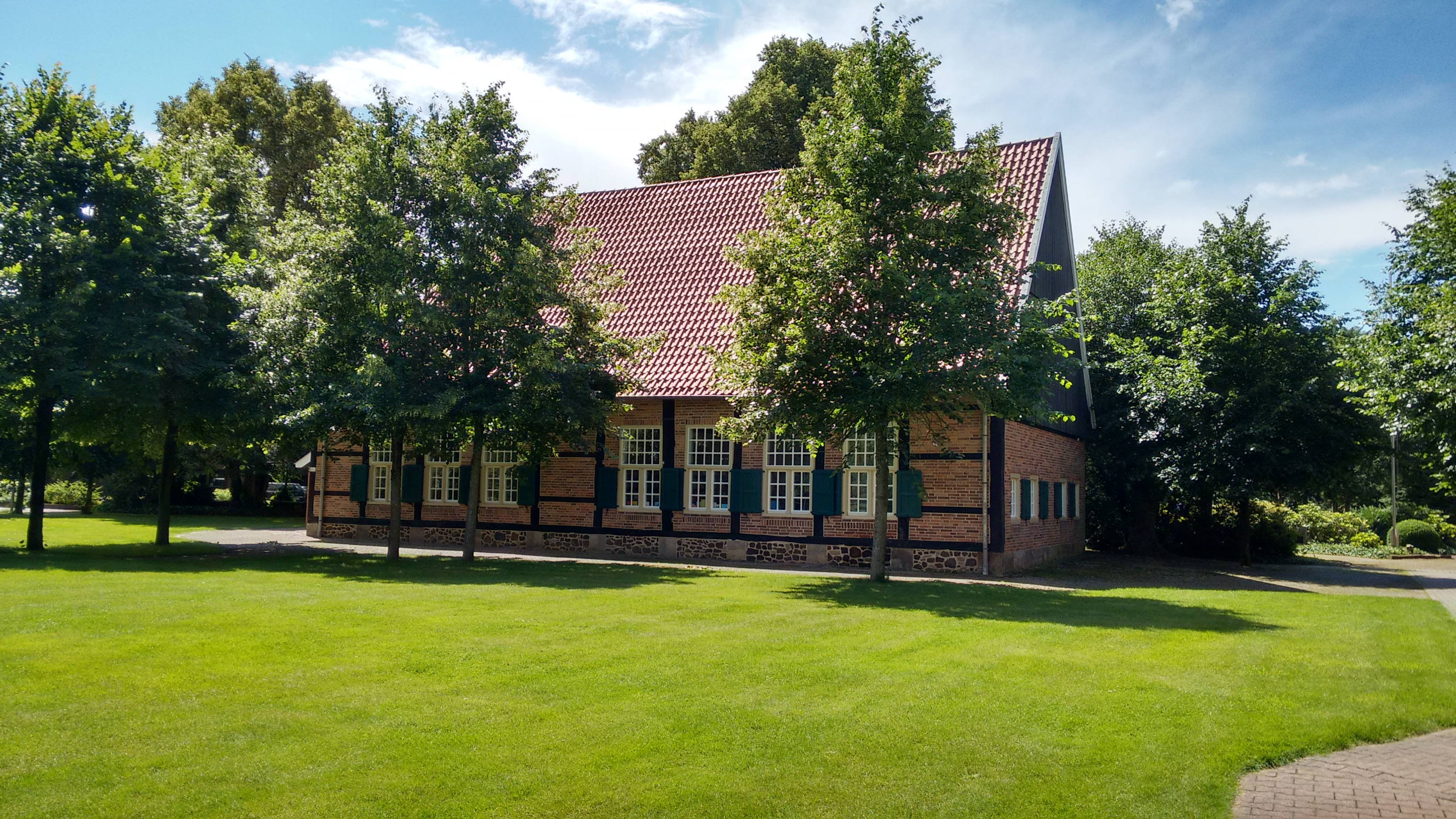
Verwalterhaus Wietmarschen (Stifts- und Wallfahrtsmuseum)

Im Jahr 1980 wurde im Verwalterhaus auf dem Stiftsgelände neben der Wallfahrtskirche das Stifts- und Wallfahrtsmuseum eröffnet. Unter anderem wurde dort ein Teil der wertvollen Stiftungen der Stiftsdamen ausgestellt. Am 19. Mai 2017 wurde das neu gestaltete Museum nach einer aufwendigen Umgestaltung und Neukonzipierung wiedereröffnet. Mittelpunkt der Dauerausstellung ist Wietmarschen als Wallfahrtsort. Die Ausstellung besteht aus den drei Teilen Mittelalter, Barockzeit und 19./20. Jahrhundert. Im Jahr 2018 sind folgende Öffnungszeiten vorgesehen: Das Museum wird in den Marienmonaten Mai und Oktober an allen Sonn- und Feiertagen in der Zeit von 14.00 bis 18.00 Uhr und an allen Dienstagen in der Zeit von 14.00 bis 16.00 Uhr öffnen. In den Monaten Juni bis September ist es jeweils am ersten Sonntag in der Zeit von 14.00 Uhr bis 18.00 Uhr geöffnet. Eröffnet wird die Ausstellung am Wallfahrtssonntag, den 6. Mai nach der Wallfahrt. An diesem Tag werden auch zusätzliche Votivgaben aus der „alten“ Marienkapelle zu sehen sein. Der Eintritt ist frei. Der Heimatverein bietet zudem auf Anfrage Führungen durch das Museum an.

### Bauwerke und sonstige Sehenswürdigkeiten

#### Wallfahrtskirche St. Johannes Apostel Wietmarschen

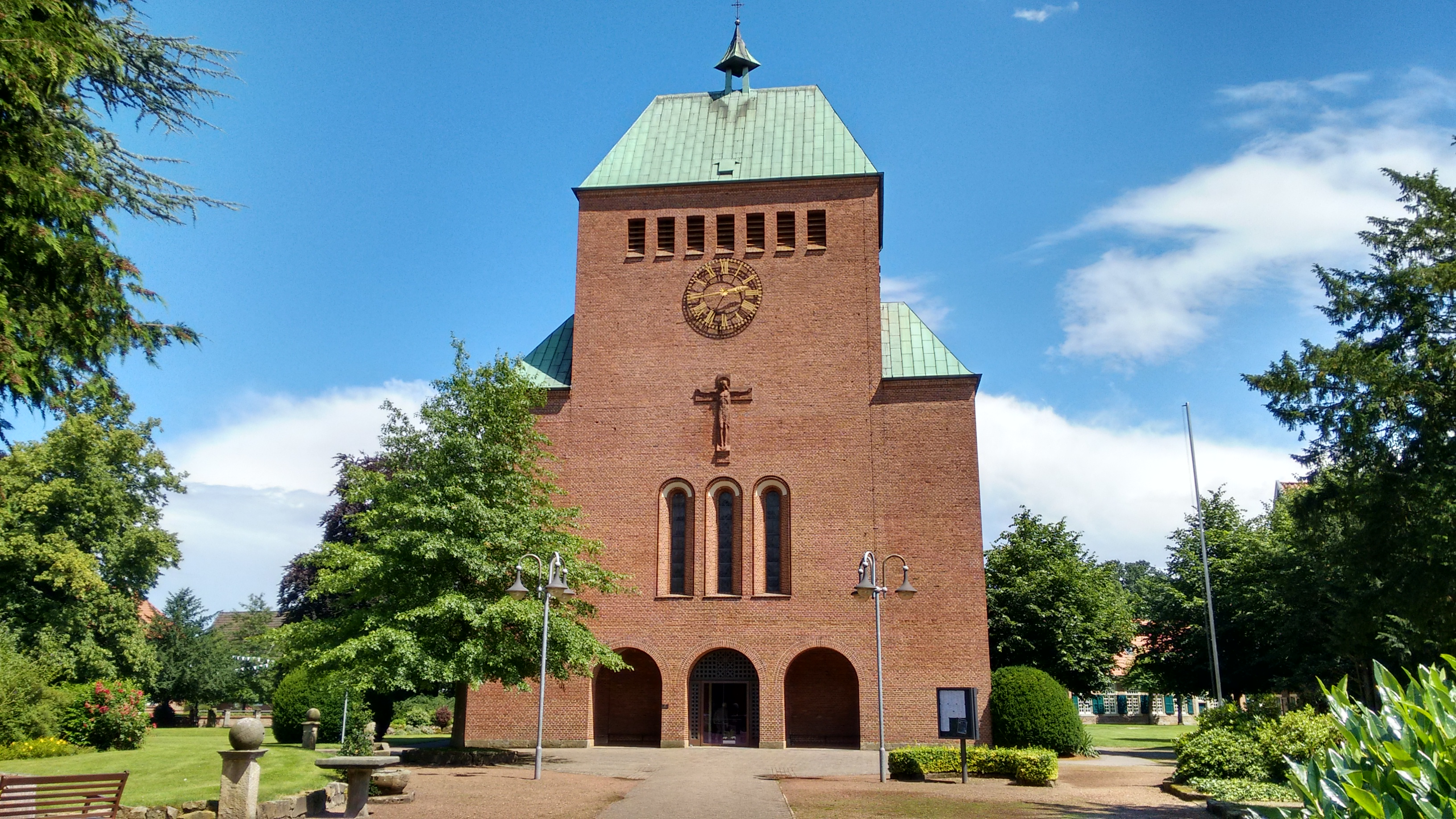
Wallfahrtskirche Wietmarschen

Die Wallfahrtskirche St. Johannes Apostel Wietmarschen wird von vielen Wallfahrern aufgesucht. Grund ist das Gnadenbild, ein Bildnis der thronenden Muttergottes aus dem 13. Jahrhundert. Die heutige Kirche besteht aus einem älteren Ostteil aus dem 13. Jahrhundert, der aus Granitblöcken und Sandsteinquadern erbaut wurde, und aus dem größeren neueren Backsteinbau, der 1927 entstand. Die Kirche steht auf dem Gelände des früheren Stiftsbezirkes und mittelalterlichen Klosters Sünte Marienrode. Überregionale Aufmerksamkeit erlangte das Gebäude auch durch den „Wietmarscher Glockensturz“. Im November 2016 stürzte eine der drei Stahlglocken auf den darunter liegenden Boden, da die Haltebolzen wegen Materialermüdung gerissen waren.

#### Restaurierter historischer Stiftsbereich Wietmarschen

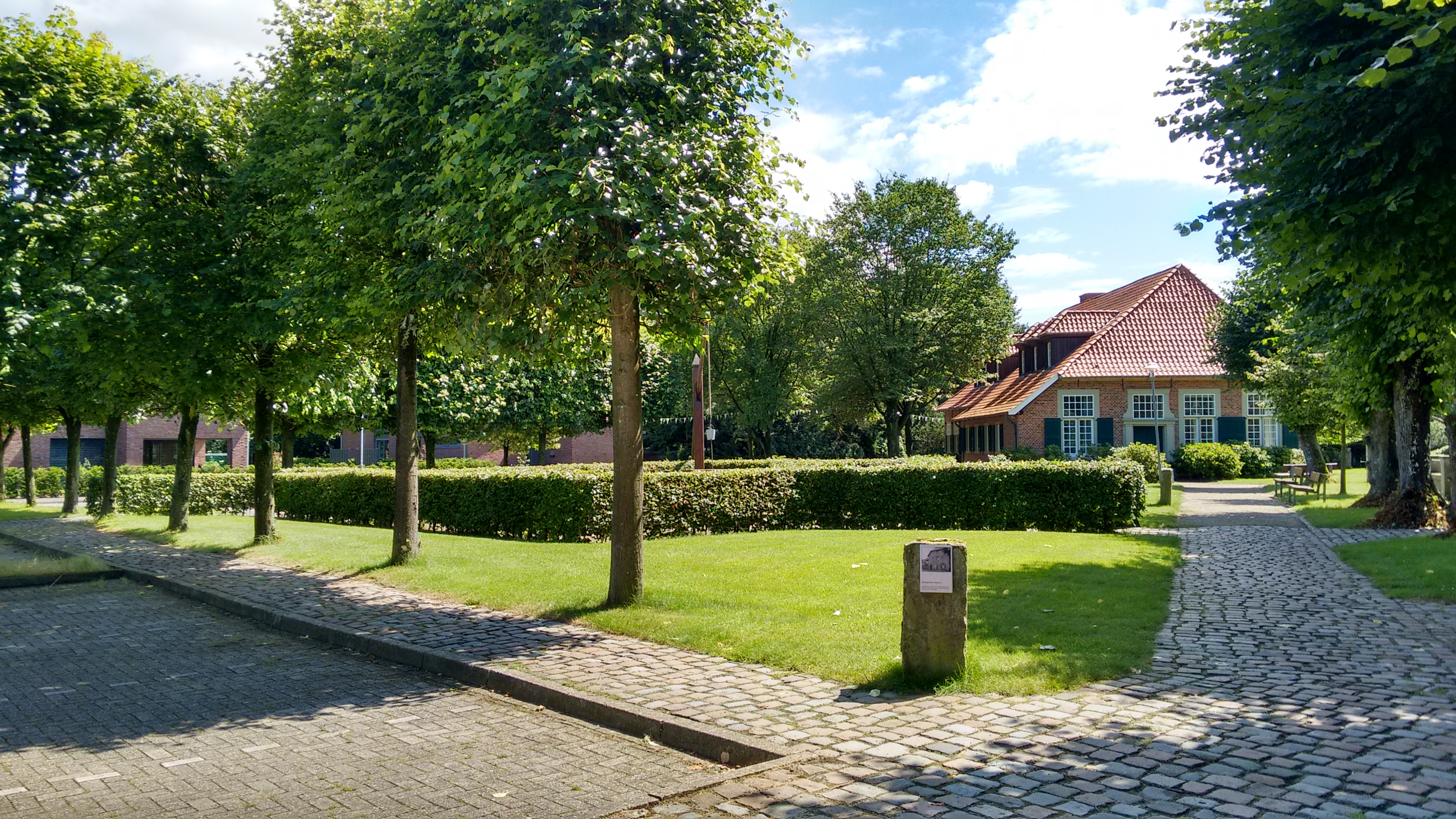
Äbtissinnenhaus

Das Benediktinerkloster Sünte Marienrode wurde 1152 gegründet. Ab dem Jahr 1675 wurde es als freiweltliches Damenstift weiterbetrieben. Nur unverheiratete Frauen oder Witwen aus dem Adelsstand wurden aufgenommen. Im 17. Jahrhundert errichteten die Stiftsdamen eigene Wohnhäuser, von denen vier heute noch erhalten sind. Im Äbtissinnenhaus ist heute das Gemeindezentrum der kath. Kirchengemeinde Wietmarschen eingerichtet. Im Verwalterhaus sind die Pfarrbücherei und das Stifts- und Wallfahrtsmuseum, in dem wertvolle Kunstwerke, Dokumente und Erinnerungsstücke aus der früheren Stiftskirche und dem Nachlass der Stiftsdamen gezeigt werden, untergebracht. Das Stiftsdamenhaus wurde zu Altenwohnungen umgestaltet. Aus dem Gesindehaus entstand ein Café. Die restaurierten Gebäude, die große Parkanlage mit einer Lourdes-Grotte auf dem ehemaligen Stiftsgelände sowie der nahe gelegene Stiftsbusch sind touristische Ziele.

#### Glaubensweg der Seligpreisungen

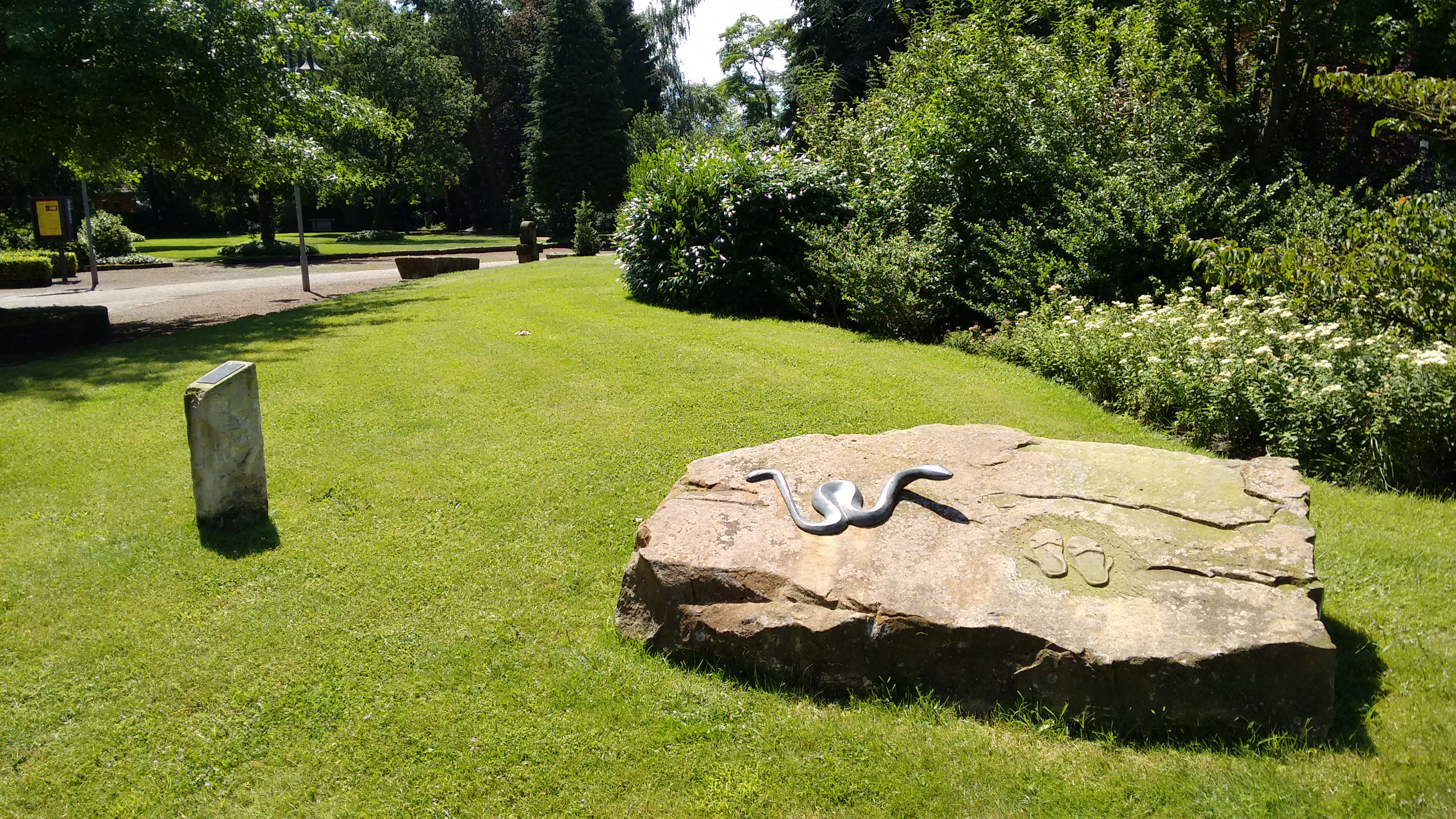
9. Station Glaubensweg

Der sieben Kilometer lange Glaubensweg beginnt am Heimathaus in Lohne mit einem Findling als Sinnbild für den Berg der Seligpreisungen. Von dort führt der Weg über den Alten Diek zur Wallfahrtskirche nach Wietmarschen. Insgesamt sind neun Steine vorhanden. Sie sind aus Bentheimer Sandstein gestaltet und teilweise mit ergänzenden Bronzeelementen versehen. Sie wurden um die Jahrtausendwende vom Osnabrücker Künstler und Bildhauer Dominikus Witte erschaffen.

#### Sankt-Antonius-Kirche Lohne

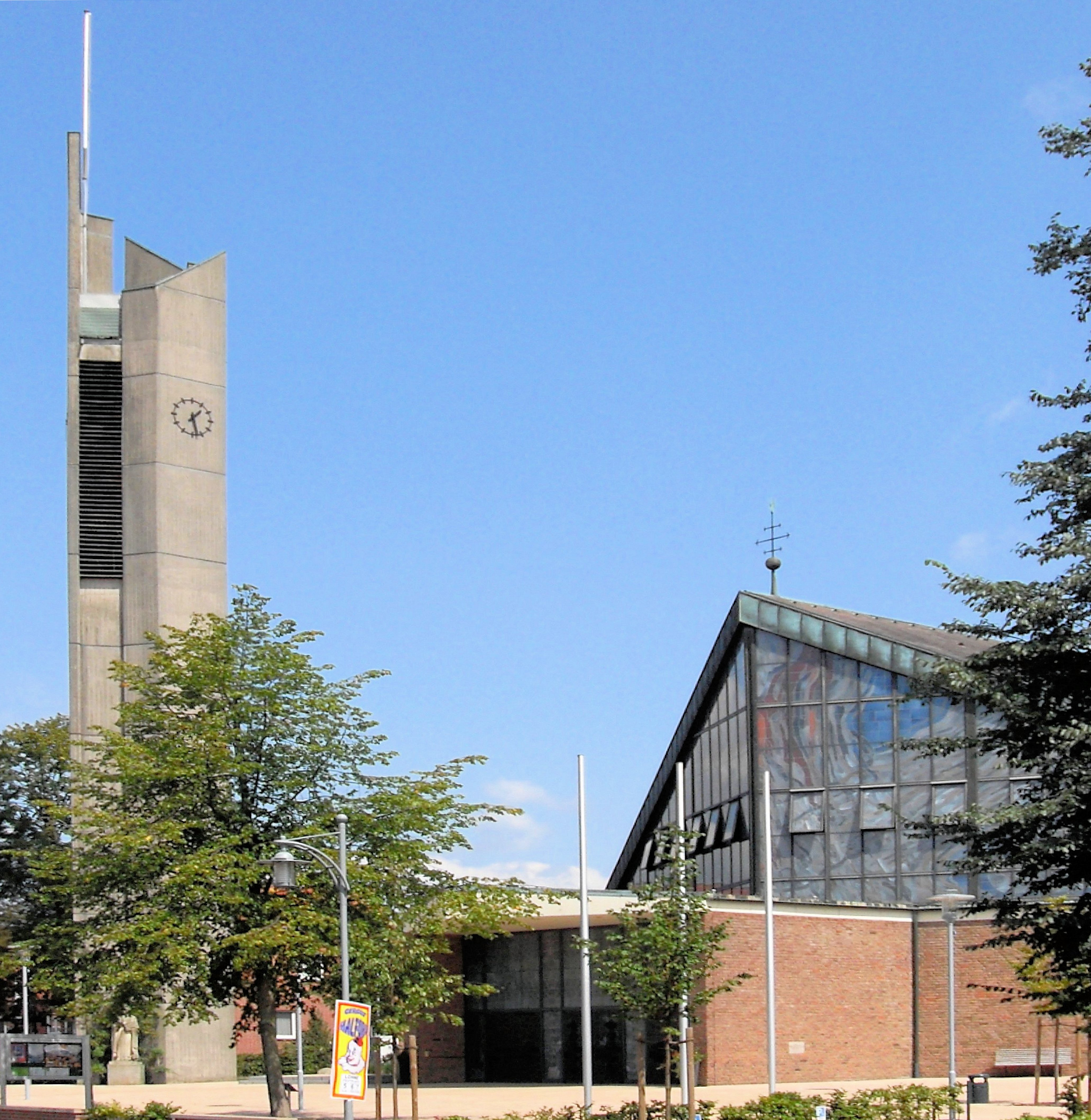
St. Antonius in Lohne

Die Sankt-Antonius-Kirche Lohne wurde 1969 erbaut und 1972 geweiht, da die bestehende Kirche zu klein wurde. 1976 wurde ein 36,25 Meter hoher Glockenturm hinzugefügt.

#### Mühlenturm Wietmarschen

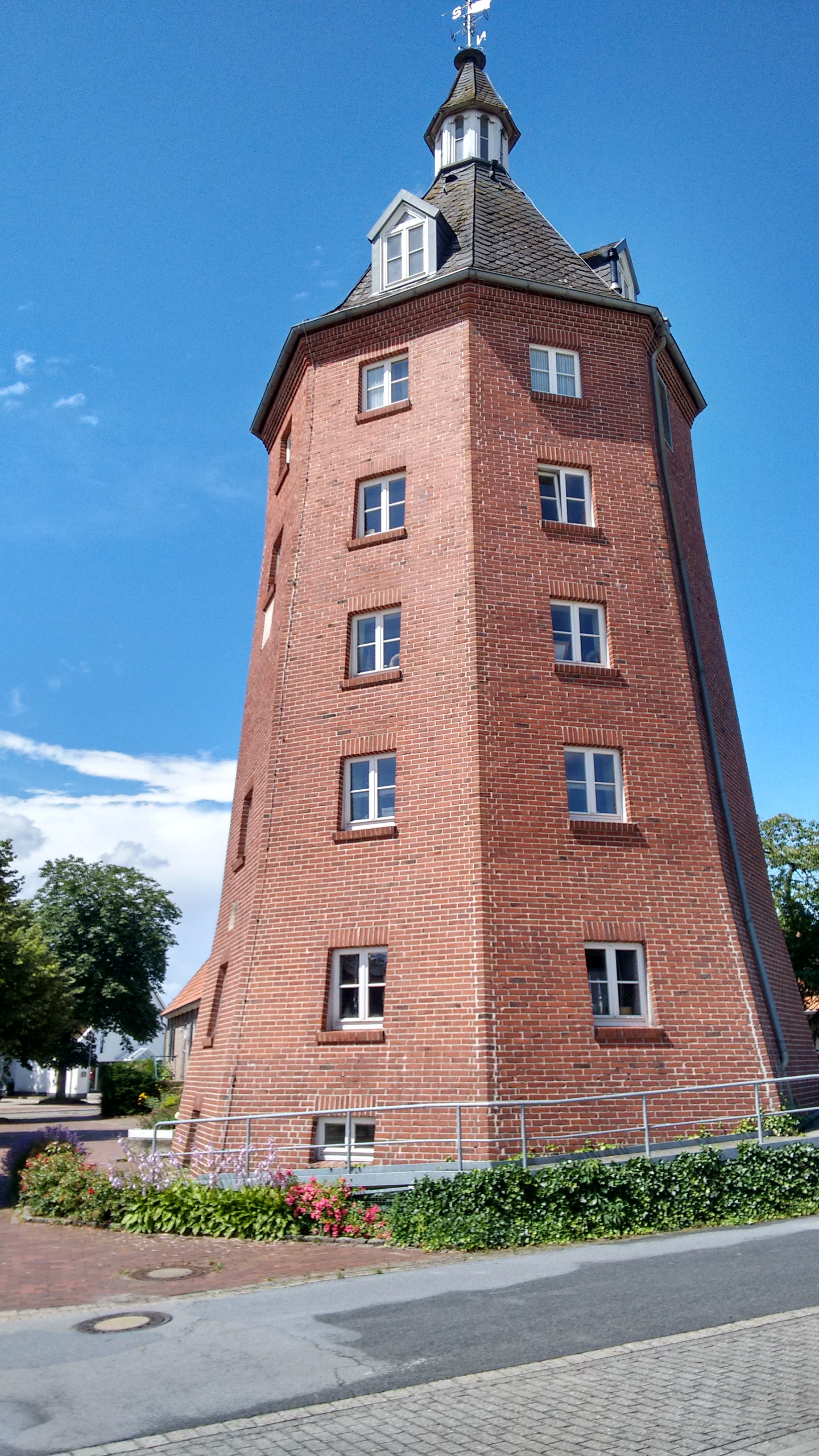
Mühlenturm in Wietmarschen

Der Mühlenturm wurde vor etwa 200 Jahren von den Gebr. Lagemann als Mühle und Kornspeicher für ihre Brennerei erbaut. Er brannte 1889 aus und wurde nicht wieder repariert. Stattdessen bekam das Gebäude ein Dach und wurde als Vorratslager genutzt. 1986 wurde der Turm renoviert, 1992 ging er in den Besitz der Gemeinde über. In den Jahren 2002/2003 wurde er von Grund auf renoviert. Ein weiterer Mühlenturm, der nicht öffentlich zugänglich ist, befindet sich an der Lingener Straße kurz vor Lohnerbruch. Die Mühle wurde lange Zeit als Sägerei genutzt.

#### Urbrecker Wietmarschen

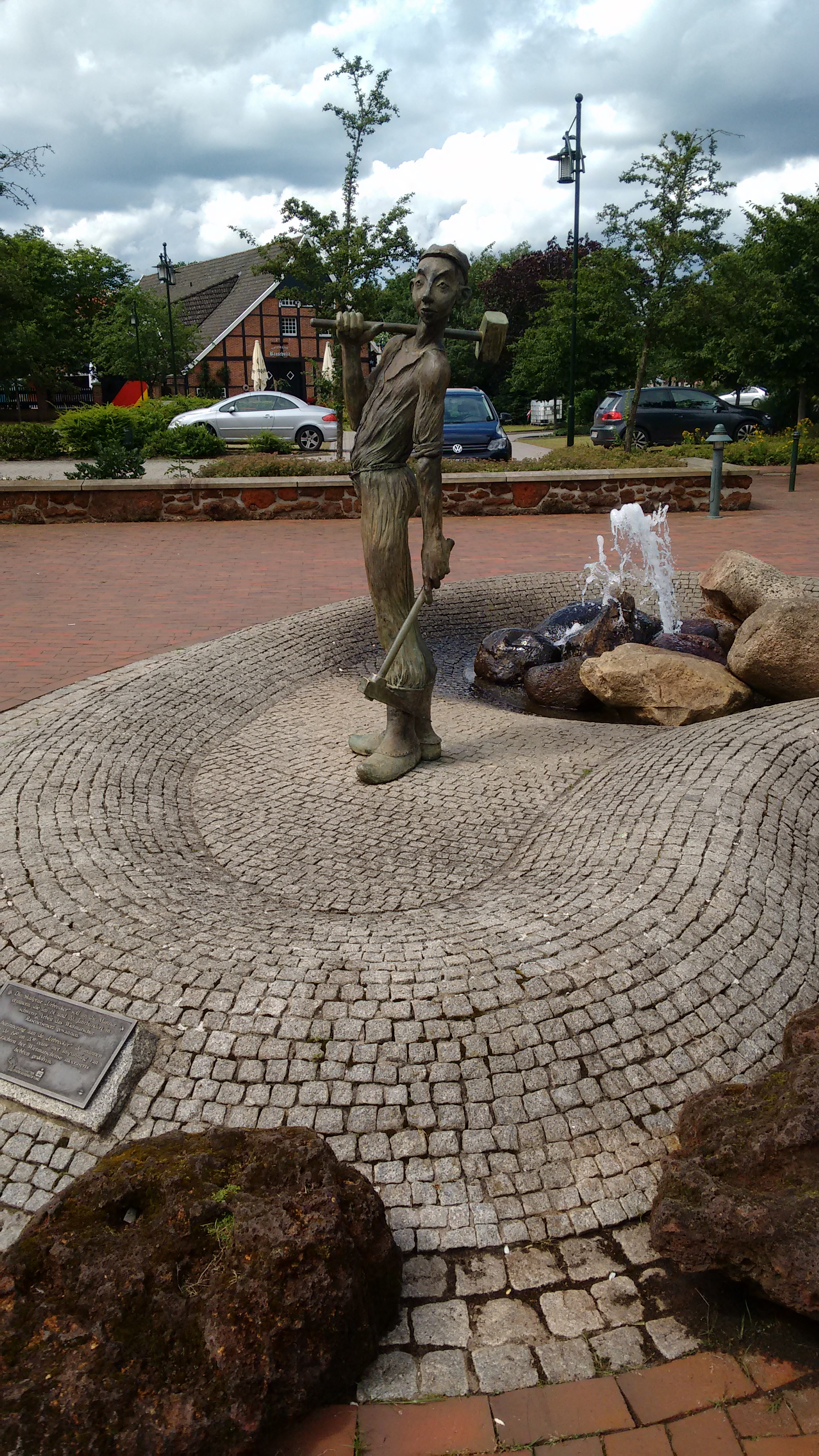
Urbrecker Wietmarschen

Der „Urbrecker“ auf dem Marktplatz in Wietmarschen erinnert als Symbolgestalt an die Raseneisenerzförderung im Raum Wietmarschen. Die Gestaltung erfolgte durch den Künstler Dirk de Keyzer aus Gent in Belgien. Anlässlich der Einweihung des neuen Marktplatzes in Wietmarschen am 28. August 1999 wurde die von der Sparkassenstiftung Grafschaft Bentheim gestiftete Statue aufgestellt.

#### Glockenturm Südlohne
Der im Jahr 2004 errichtete Glockenturm soll an die 1835 abgebrannte Kapelle erinnern. Im Glockenturm befindet sich die original Glocke der alten Kapelle.

#### Schafstall Moormann Schwartenpohl
Im Rahmen des Programms „Moor ohne Grenzen“ wurde der im 18. Jahrhundert errichtete Stall im Jahr 2004 restauriert. 60 Bentheimer Landschafe ließ die Bauernfamilie vor 1950 unter dem Schäfer Heinrich Schnieders auf den nahe gelegenen Moor- und Heideflächen grasen. Dann begann die Moorkultivierung und die Bauern schafften ihre Schafe ab; die Ställe verfielen.

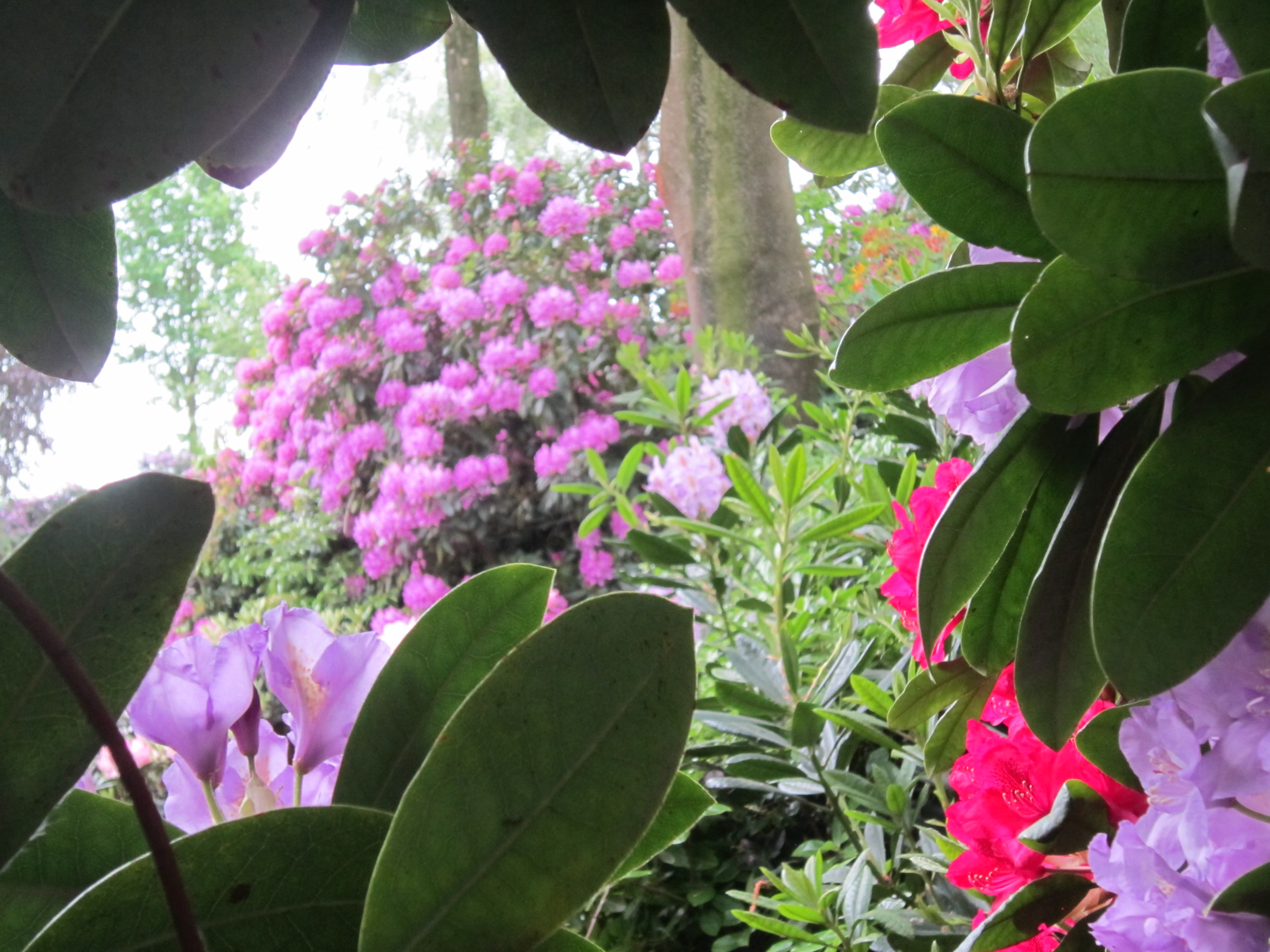
Rhododendronwald Füchtenfeld

#### Rhododendronwald Füchtenfeld
Zur Baumschule Germer in Füchtenfeld gehört ein über sechzig Jahre alter, kostenlos zugänglicher Rhododendronwald, der 1986 unter Denkmalschutz gestellt wurde.

#### Emslandlager XIII, Wietmarschen

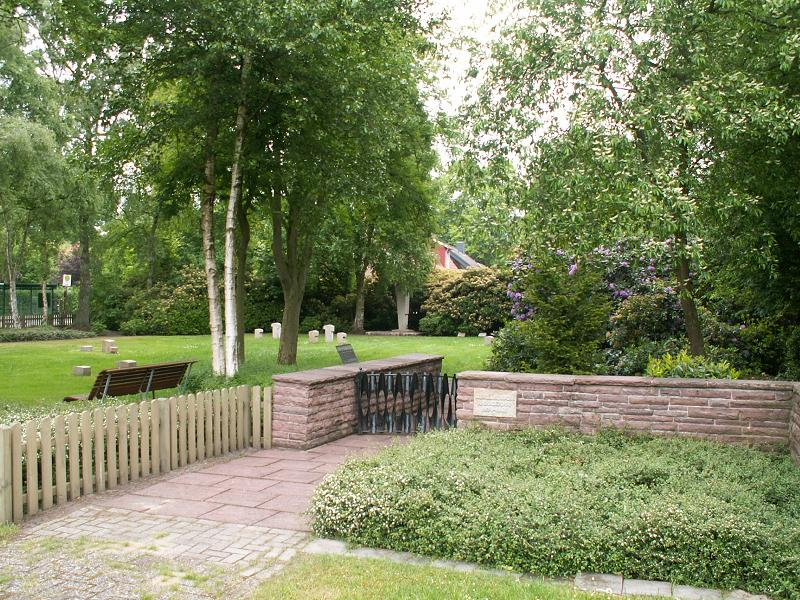
Kriegsfriedhof Füchtenfeld

Das Emslandlager Wietmarschen wurde im Mai 1938 gegründet. Von dieser Zeit an wurde es bis September 1939 als Strafgefangenenlager benutzt. Ab September 1939 wurde es als Kriegsgefangenenlager eingesetzt. Dies blieb es auch bis zur Befreiung im April 1945. Aus dem Emslandlager XIII entstand die Siedlung Füchtenfeld.
Ein Teil des früheren Lagers ist ein Kriegsfriedhof mit 150 Gräbern.

### Sportstätten
- 5 Turnhallen
- 19 Sportplätze (davon 3 Kleinspielfelder)
- 10 Beachvolleyball-Felder
- 2 Tennisanlagen (insgesamt 7 Felder)
- 1 Großes Reitsportzentrum
- 2 Modellflugplätze
- 1 Mini-Automobilsportstrecke
- 1 Segelflugplatz
- 1 Bouleanlage

### Regelmäßige Veranstaltungen
- Schützenfeste (4 Schützenvereine)
- Wallfahrten in Wietmarschen (Karfreitagswallfahrt und Familienwallfahrt im Mai)
- Frühlingsfest (alle 2 Jahre) in Lohne
- Urbrecker-Markt (alle 2 Jahre) in Wietmarschen
- Weihnachtsmärkte (in Wietmarschen, Füchtenfeld und Lohne)
- Kirmes
- Mofarennen
- Modellflugtag
- Landjugendfeste
- Sportwochen der Sportvereine

## Wirtschaft und Infrastruktur

### Medien
- Tageszeitung: Grafschafter Nachrichten und Lingener Tagespost
- Lokale Zeitung: Lohner Echo, Wietmarscher Anzeiger (monatlich, bis Dezember 2022), seit Januar 2023 „Moinsen #Dörpfluencer“

### Bildung
- Schulzentrum Lohne (Oberschule)
- Sünte-Marien-Schule Wietmarschen (Grundschule)
- Grundschule Lohne

### Verkehr
- Autobahnanschlüsse:
  - BAB 31: Emden–Bottrop:
    - Anschlussstelle 24 (Wietmarschen)
    - Anschlussstelle 25 (Lingen)
- Bundesstraßen:
  - B 213
- ÖPNV
  - Regionalbusse sowie Anrufsammeltaxis der Verkehrsgemeinschaft Grafschaft Bentheim sowie der Verkehrsgemeinschaft Emsland-Süd nach Lingen (Ems), Nordhorn, Georgsdorf und Meppen. In Lingen (Ems) und auch in Nordhorn bestehen Anschlüsse an den Schienenpersonennah- bzw. -fernverkehr. Zudem verkehrt von Frühjahr bis Herbst zu bestimmten Zeiten zwischen Nordhorn, Wietmarschen, Lohne und Lingen (Ems) im Pendelbetrieb ein Bus mit Fahrradanhänger (sogenannter Fietsenbus).[15]

## Persönlichkeiten

### Söhne und Töchter der Gemeinde
- Christa Brinkers (* 1891 in Wietmarschen; † 1975), Lehrerin, Schriftstellerin und Heimatforscherin, NS-Frauenschafts-Gauführerin Weser-Ems
- August Perk (* 1897 in Lohne; † 1945), Widerstandskämpfer
- Franz Schoo (* 1899 in Lohne; † 1970), Gewerkschafter, MdL (1951–1955)
- Helmut Lensing (* 1961 in Wietmarschen), Pädagoge, Historiker und Autor
- Niklas Niehoff (* 2004), Fußballspieler

### Persönlichkeiten, die vor Ort gelebt und gewirkt haben
- Matthias Rosemann (1866–1961), Dechant und Pfarrer in Wietmarschen (1914–1961)
- Erich Maria Remarque (1898–1970), Schriftsteller, von 1919 bis 1920 als Lehrer in Lohne tätig
- Hermann Lange (1912–1943), Priester, 1939 Kaplan in Lohne, gehört zu den Lübecker Märtyrern, 2011 seliggesprochen
- Reinhold Hilbers (* 1964), Politiker (CDU), Landtagsabgeordneter, Ratsherr der Gemeinde Wietmarschen (1986–2011), niedersächsischer Finanzminister (2017–2022), lebt in Lohne
- Holger Waldmann (1964–2011), Fußballschiedsrichter